# Nescio

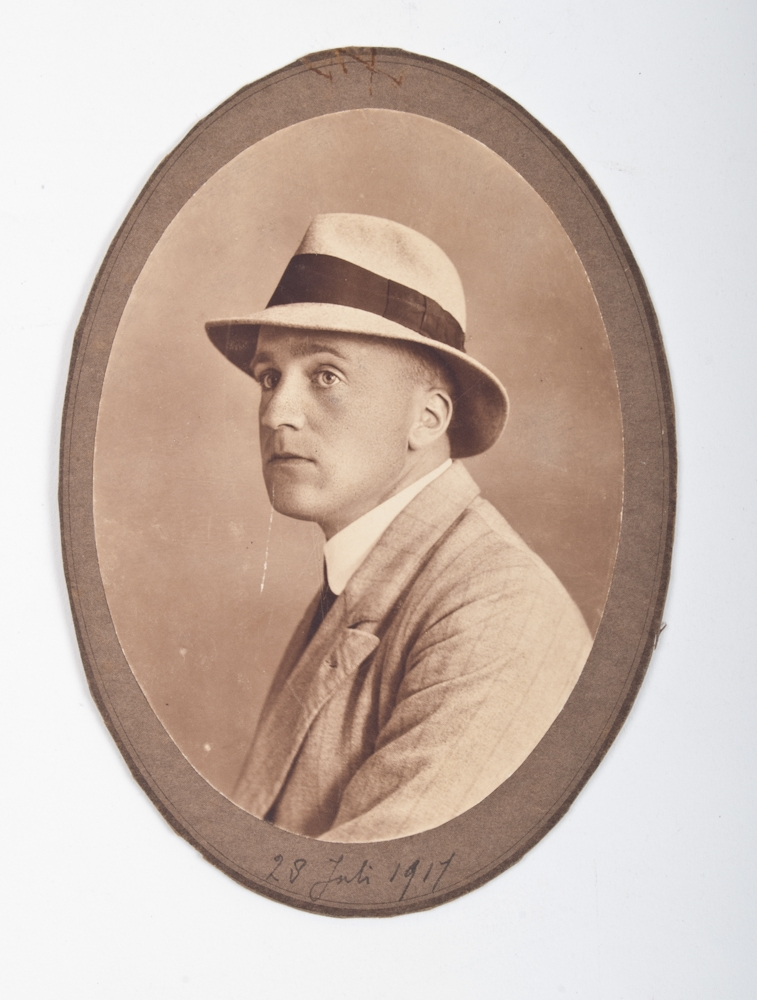
Nescio (1917)

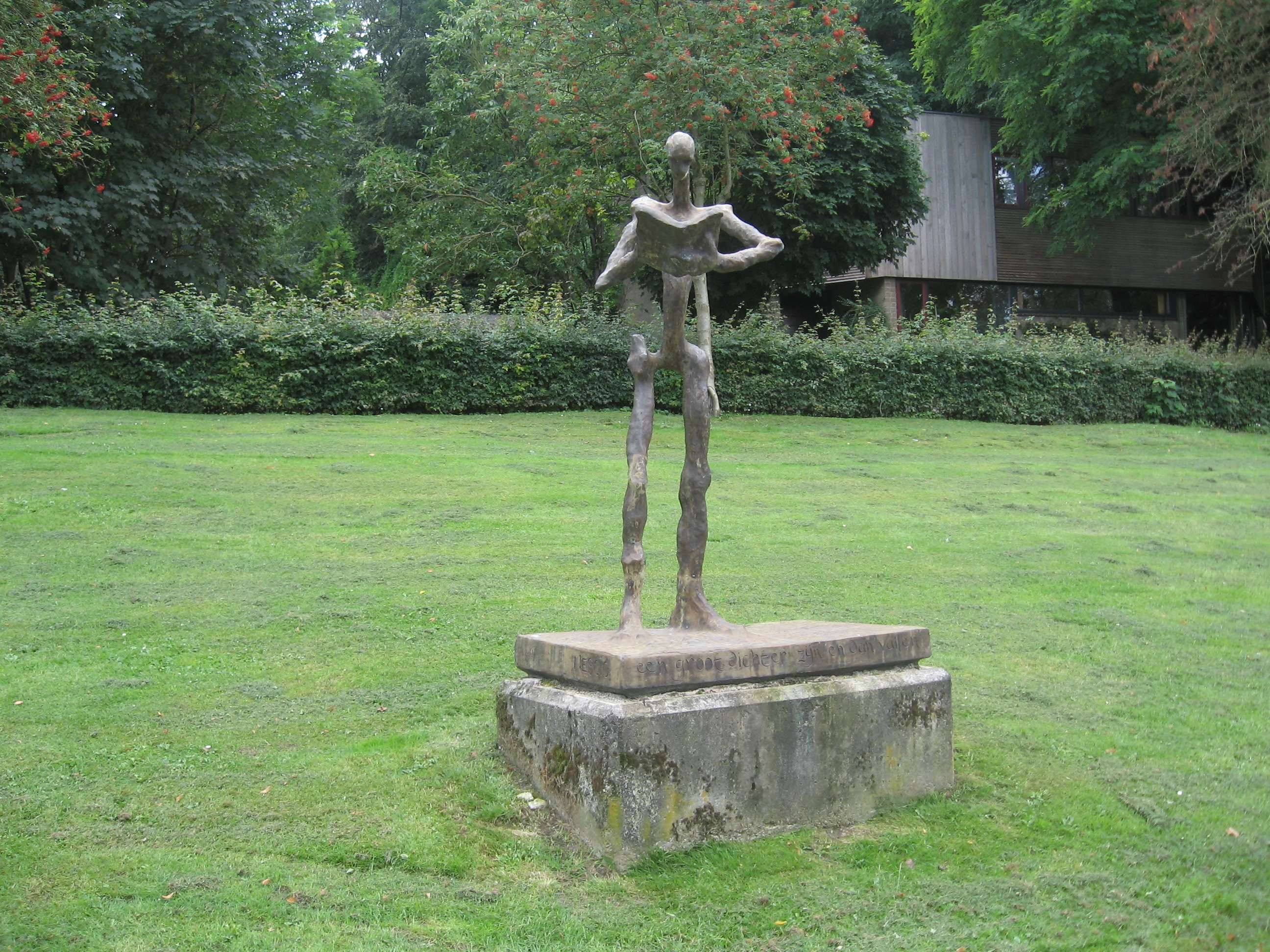
Statua dedicata a Nescio ad Ubbergen

Jan Hendrik Frederik Grönloh in arte "Nescio" (in latino "io non so") (Amsterdam, 22 giugno 1882 – Hilversum, 25 luglio 1961) è stato uno scrittore olandese.

## Biografia
Grönloh era un commerciante di professione; è conosciuto con lo pseudonimo Nescio principalmente per i tre romanzi De Uitvreter (Il vagabondo), Titaantjes (Piccoli titani) e Dichtertje (Piccolo poeta). Divenne uno scrittore famoso e importante solo dopo la sua morte.

## Ricezione
- Nel 2015 è stato pubblicato in Italia il suo Storie di Amsterdam, che raccoglie i suoi quattro più noti racconti.